# Pyrgomantis pallida
Pyrgomantis pallida är en bönsyrseart som beskrevs av Giglio-tos 1917. Pyrgomantis pallida ingår i släktet Pyrgomantis och familjen Tarachodidae. Inga underarter finns listade i Catalogue of Life.